# Piatnitzkysaurus
Piatnitzkysaurus („ještěr A. M. Piatnitzkého“; pocta argentinskému paleontologovi ruského původu) byl rod středně velkého teropodního dinosaura, žijícího přibližně před 170 milióny let (období střední jury). Jeho fosilie byly objeveny v Argentině (geologické souvrství Cañadón Asfalto). Jednalo se zřejmě o vývojově primitivního megalosauroida.

## Popis
Holotyp představuje nedospělý exemplář o délce asi 4,5 metru a hmotnosti kolem 275 kg. Některé odhady délky však udávají až 6 metrů a hmotnosti dokonce až 750 kilogramů. Jednalo se o středně velkého dravého dinosaura, lovícího zřejmě mláďata sauropodů a jinou menší až středně velkou kořist.

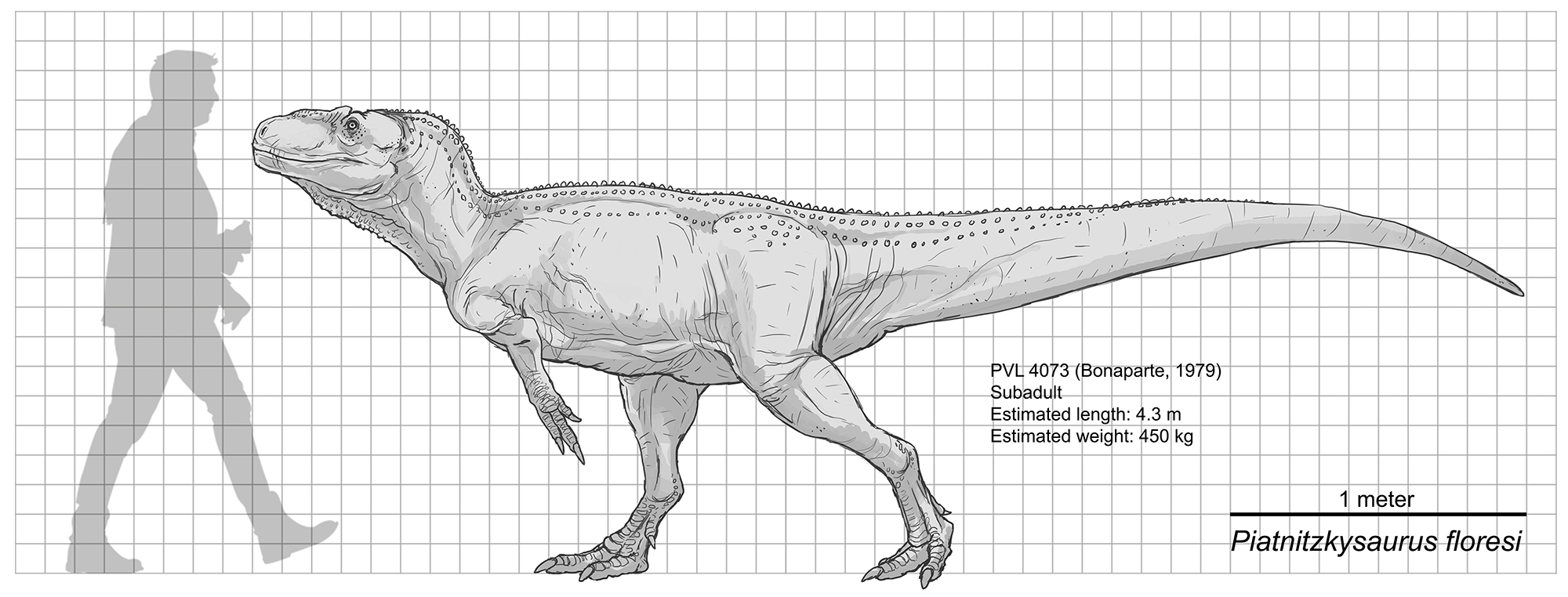
Piatnitzkysaurus floresi - rekonstrukce.

## Zařazení
Piatnitzkysaurus byl formálně popsán argentinským paleontologem Josém F. Bonapartem v roce 1979. Jediný dosud známý druh je typový P. floresi. Tento taxon byl pravděpodobně příbuzný mírně geologicky mladšímu rodu Piveteausaurus, objevenému ve Francii. Dalším blízce příbuzným taxonem byl jiný argentinský teropod rodu Condorraptor.

## Paleoekologie
Tito teropodi žili v ekosystémech obývaných mnoha druhy sauropodů a jinými poměrně velkými teropodními dinosaury, jako byl například bazální alosauroid druhu Asfaltovenator vialidadi. Tito teropodi patrně útočili na mláďata a staré nebo slabé jedince těchto sauropodů.